# Saint-Oradoux-près-Crocq
Saint-Oradoux-près-Crocq este o comună în departamentul Creuse din centrul Franței. În 2009 avea o populație de 117 de locuitori.

## Evoluția populației
| An        | 1975 | 1982 | 1990 | 1999 | 2006 | 2009 |
| --------- | ---- | ---- | ---- | ---- | ---- | ---- |
| Populație | 175  | 153  | 134  | 124  | 119  | 117  |